# Marie Müser
Marie Rose Müser (* 25. Oktober 1997 in Leipzig) ist eine deutsche Politikerin. Sie war von 2022 bis 2025 Landesvorsitzende von Bündnis 90/Die Grünen in Sachsen.

## Ausbildung
Nach dem Abitur am Friedrich-Schiller-Gymnasium in Leipzig begann Marie Müser 2017 das Bachelor-Studium der Politikwissenschaft und Erziehungswissenschaft an der Martin-Luther-Universität Halle. In den Fächern Politikwissenschaft und Wirtschaftswissenschaft schloss sie das Studium 2022 ab.

## Politik
Seit 2018 engagiert sie sich parteipolitisch bei Bündnis 90/Die Grünen. Bei der Kommunalwahl 2019 stand sie im Wahlkreis Leipzig 2 zur Wahl. 2020 wurde sie in den Landesparteirat von Bündnis 90/Die Grünen Sachsen gewählt und vertrat dort auch die Grüne Jugend Sachsen.
Bei der Bundestagswahl 2021 war Marie Müser Direktkandidatin im Wahlkreis Leipzig I und stand auf Platz 7 der sächsischen Landesliste ihrer Partei. Sie war die jüngste Listenkandidatin in Sachsen. Mit 11,9 Prozent der Stimmen konnte sie das Erststimmen-Ergebnis gegenüber der Bundestagswahl 2017 um 6,4 Prozentpunkte steigern. Sie unterlag aber dem CDU-Direktkandidaten Jens Lehmann und verpasste auch über die Landesliste den Einzug in den Bundestag.
Im November 2021 wurde sie auf dem Stadtparteitag der Leipziger Grünen in deren Vorstand gewählt. Im April 2022 kündigte sie ihre Kandidatur für den Parteivorsitz der sächsischen Landespartei an. Sie forderte damit den Leipziger Amtsinhaber Norman Volger heraus, der später auf eine Kandidatur verzichtete. Auf dem Parteitag am 14. Mai 2022 in Neukieritzsch wurde sie mit 72,5 Prozent der Delegiertenstimmen gewählt. Sie war damit die jüngste Parteivorsitzende bei den großen Parteien in Sachsen. Mit ihrer Co-Vorsitzenden Christin Furtenbacher bildete sie die erste weibliche Doppelspitze der Grünen in Sachsen. Müser zeichnete im Vorstand für Europäische und Internationale Koordination verantwortlich. Bei der Landesvorstandswahl im Mai 2025 trat Müser nicht erneut an.

## Engagement
Seit ihrer Schulzeit tritt Müser aktiv gegen Rechtsextremismus ein und gibt an, sich über die Legida-Proteste im Jahr 2015 politisiert zu haben. Später engagierte sie sich ehrenamtlich für die Integration geflüchteter Menschen im Leipziger Umland. Sie ist aktiv im Aktionsnetzwerk „Leipzig nimmt Platz“.